# Amir Sayoud
Amir Sayoud (em árabe: أمير سعيود) (nascido em 31 de agosto de 1990 em Guelma) é um jogador de futebol da Argélia que atua como atacante pelo Al-Raed.

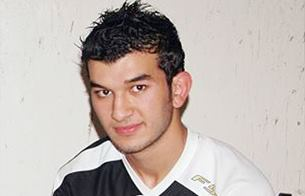
Amir Sayoud

Em um jogo pela Copa do Egito de 2011, o jogador realizou a considerada pior paradinha da história, um ato proibido pela FIFA, após chutar a grama ao tentar fazê-la.